# Курбатов, Владимир Николаевич
Владимир Николаевич Курбатов (14 ноября 1938, Березняки, Московская область — 26 февраля 2005, Тверь) — российский государственный деятель, член Совета Федерации, председатель Законодательного собрания Тверской области (1994—1997).

## Биография
В 1982 избран заместителем председателя исполкома Калининского райсовета, с 1988 — председатель райисполкома, потом — глава администрации Калининского района.
20 марта 1994 избран депутатом, а 30 марта 1994 — председателем законодательного собрания Тверской области. Член Совета Федерации второго созыва до 28 января 1998. Член Комитета СФ по аграрной политике.
14 декабря 1997 был избран в Законодательное собрание области второго созыва, но председателем избран не был.